# Lucie Paul-Margueritte
Lucie Paul-Margueritte (París, 9 de enero de 1886-10 de mayo de 1955) fue una escritora y traductora francesa.

## Biografía
Lucie Paul-Margueritte era nieta del general Jean-Auguste Margueritte, hija del escritor Paul Margueritte y sobrina del también escritor Victor Margueritte. Gracias a su padre y a su tío, conoció a Stéphane Mallarmé, Alphonse Daudet, Guillaume Apollinaire y Louis Bertand. Viajó por Argelia, Córcega e Italia y comenzó a publicar en diferentes revistas a los dieciocho años. Después de tres años de matrimonio, se divorció y se trasladó a vivir con su hermana Ève Paul-Margueritte, que se había quedado viuda. Entre las dos se ocuparon y educaron al hijo de Éve y ambas vivieron de sus actividades como escritoras y traductoras.
Fue la traductora de numerosas novelas inglesas, incluida Drácula de Bram Stoker (que tradujo junto con su hermana Ève), así como la directora de la publicación Scène et monde, una revista ilustrada mensual que publicó comedias, cuentos y poemas entre 1939 y 1944.
Asimismo fue una de las fundadoras, al igual que su hermana, del primer club gastronómico femenino francés en 1928: el Club des belles perdrix.
Murió en París y está enterrada junto con su hermana en el cementerio de Auteuil.

## Obras
- Paillettes, E. Sansot et Cie, 1908.
- Le Chemin des écolières, Albin Michel, 1913.[6] Traducción al castellano: El camino más largo, Prometeo, Valencia. 1927.
- Les Colombes, Albin Michel, 1915.
- Le Singe et son violon, Albin Michel, 1918. Ilustraciones de Charles Martin.
- L'avertissement. Nouvelle, Le Gaulois du dimanche, 1920.
- Les Confidences libertines, ilustraciones de Marcel François, L’Édition, 1922.
- La jeune fille mal élevée, Flammarion, 1922.
- La lanterne chinoise, Ed. Baudinière, 1930.
- Le miroir magique: sur des thèmes chinois, vingt-six poèmes. Ilustraciones de Wang Chao Ki, grabados de Raoul Serres. Cent femmes amies des livres, 1932. Traducción al castellano: El espejo mágico, Ed.Kraft, Argentina, 1955.
- L'Amant démasqué, ilustraciones de Roger Chapelain-Midy,  Férenczi, 1933.
- Tunisiennes, Denoël, 1937. Reeditado por L'Harmattan, 2015.
- Auteuil et Passy. Des origines à nos jours, Societé historique d'Auteuil et de Passy, 1946. Coautora: Ève Paul-Margueritte.
- Deux frères, deux sœurs, deux époques littéraires, 1951. Coautora: Ève Paul-Margueritte.
- En Algérie: enquêtes et souvenirs, J. Peyronnet, 1948. Reeditado por L'Harmattan, 2015.
- L'Oncle Amiral: contes chinois, ilustraciones de Ivane Marchegay, Omnium variété, hacia 1955.

## Traducciones
- Les Plans du Bruce-Partington, 1910. (Original: The Adventure of the Bruce-Partington Plans de Conan Doyle).
- La Chasse à l'homme, 1912. (Relato original de Edward Phillips Oppenheim).
- Le Second Déluge, 1912. (Cotraductora Ève Paul-Margueritte). (Original: The Second Deluge  de Garrett P. Serviss).
- La Belle aux cheveux d'or, 1912. (Cotraductora Ève Paul-Margueritte). (Relato original de Alice y Claude Askew).
- Sept belles pécheresses, Duchesse de Chateauroux, Duchesse de Kendal-Catherine II de Russie, Duchesse de Kingston, Comtesse de Lamotte-Duchesse de Polignac, Lola Montes, 1913, (Original: Seven splendid sinners de W. R. H. Trowbridge). (Cotraductora Ève Paul-Margueritte).
- Vers les étoiles, 1914. (Cotraductora Ève Paul-Margueritte). (Original: Stairways to the Stars de Lilian Turner).
- Dracula, l'homme de la nuit, 1920. (Cotraductora Ève Paul-Margueritte). (Original: Dracula de Bram Stoker).
- A jolie fille, joli garçon. Le Procès des épingles d'or. Miroir de beauté. Les Amours de Mme Fleur, 1922. (Adaptación de los cuentos de Jingu qiguan).
- Le Lama rouge, et autres contes, 1923. (Cotraductor: Chen Lu). (Original de Ji Yun).
- Ts'ing Ngai ou Les plaisirs contrariés: conte chinois ancien adapté des Kin-kou-ki-kouan, 1927.
- Amour filial, légendes chinoises: les vingt-quatre exemples de piété filiale (adaptación en francés de Er shi si xiao), 1929.
- Chants berbères du Maroc (adaptación en francés), 1935.
- Proverbes kurdes, (incluye estudio sobre la poesía kurda de Lucie Paul-Margueritte y del emir Bedir Khan Beg, y la traducción de poemas de Ali Termouki), 1937.
- La Folle d'amour, confession d'une chinoise du XVIIIe siècle (original de Meng Li Lo; adaptado por Lucie Paul-Margueritte, ilustraciones de Wang Chao), 1949.

## Artículos
- Une audience de la reine Marie de Roumanie, Le Gaulois, 6 de abril de 1926.
- En Tunisie, Les Annals coloniales, 8 de agosto de 1938.
- Dans le Djurjura, Scène et Monde, marzo 1940.

## Teatro
- Un bouquet perdu, comedia de un acto, 1933.
- Le Hasard et les concubines, comedia de un acto, 1933.[7]
- Quand elles parlent d'amour, 1934.
- Sylvette ou Sylvie? , comedia de un acto con danzas, 1932.

## Premios y condecoraciones
- Oficial de la Orden Nacional de la Legión de Honor, 1930.
- Premio de la Académie française, 1930, 1943 y 1944.
- Premio del Concurso de Canción Francesa por Premier amour, música de Yvan Gosselin, 1934.
- Premio Kornmann, 1941.
- Premio Jean-Jacques Berger por Auteuil-Passy, 1947.
- Premio Georges-Dupau, 1950.
- Premio Alice-Louis Barthou, 1954.
- Comandante de la Orden Nichan Iftikhar.